# 五十音

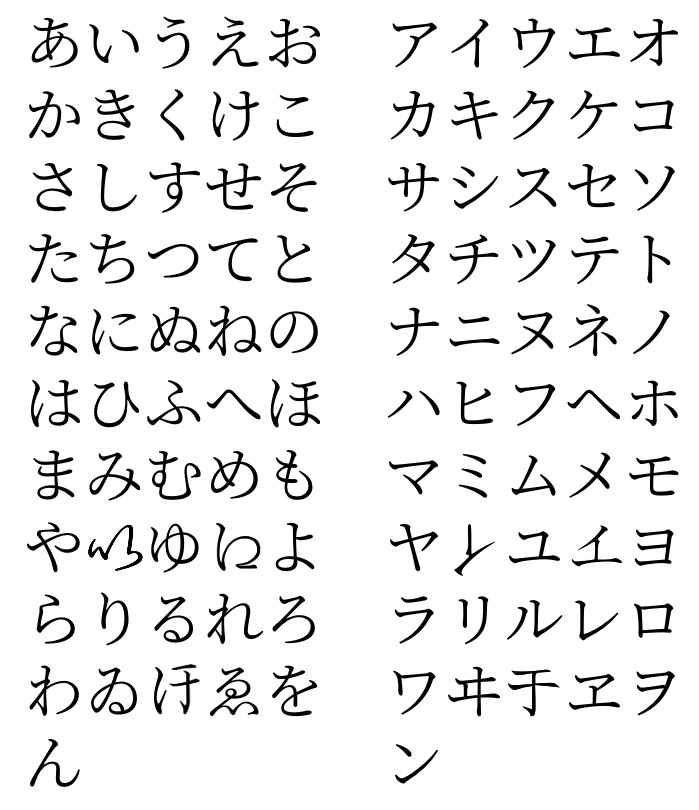
ひらがなとカタカナ別の五十音表の画像（横書き。以下の表とは異なる）

五十音（ごじゅうおん）または五十音図（ごじゅうおんず）とは、日本語の仮名文字を母音に基づき縦に五字（=段・列）、子音に基づき横に十字（=行）ずつ並べたもの。
- また北原白秋による詩『五十音』が存在するが、これについては「#北原白秋の五十音」で後述する。

## 概説
日本語では単純母音が5つしかないこと、子音それぞれとの組み合わせがほぼ完全対応であることなどが、仮名および音素を理解する手段として五十音図をわかりやすく手軽なものにしている。しかし日本語の仮名、音素が文字通り50個である訳ではない。表上では欠落したり重複したりしている文字・音素がある。また五十音図は清音のみを示すが、他に濁音・半濁音・長音・促音・撥音・拗音、などがあり、発音の総数は100以上ある。
元来、漢字の音を示す手段である反切を説明するものとして考案されたものとされるが、その子音と母音を分析的に配した体系性が、後には日本語の文字を体系的に学習するのにも利用されるなど様々な用途を生んだ。

## 構成
|                                          | わ行                | ら行             | や行                | ま行             | は行            | な行             | た行             | さ行            | か行             | あ行          |      |
| ---------------------------------------- | ------------------- | ---------------- | ------------------- | ---------------- | --------------- | ---------------- | ---------------- | --------------- | ---------------- | ------------- | ---- |
| ん ン /n/ [ɴ][n][m][ŋ][ɲ] ほか鼻母音など | わ ワ /wa/ [β̞ä]     | ら ラ /ra/ [ɺä]  | や ヤ /ya/ [jä]     | ま マ /ma/ [mä]  | は ハ /ha/ [hä] | な ナ /na/ [nä]  | た タ /ta/ [tä]  | さ サ /sa/ [sä] | か カ /ka/ [kä]  | あ ア /a/ [ä] | あ段 |
| ん ン /n/ [ɴ][n][m][ŋ][ɲ] ほか鼻母音など | ゐ ヰ /wi/ [i]      | り リ /ri/ [ɺʲi] | 𛀆() 𛄠() /yi/ [ji] | み ミ /mi/ [mʲi] | ひ ヒ /hi/ [çi] | に ニ /ni/ [nʲi] | ち チ /ci/ [t͡ɕi] | し シ /si/ [ɕi] | き キ /ki/ [kʲi] | い イ /i/ [i] | い段 |
| ん ン /n/ [ɴ][n][m][ŋ][ɲ] ほか鼻母音など | 𛄟() 𛄢() /wu/ [β̞ɯ̹] | る ル /ru/ [ɺɯ̹]  | ゆ ユ /yu/ [jɯ̹]     | む ム /mu/ [mɯ̹]  | ふ フ /hu/ [ɸɯ̹] | ぬ ヌ /nu/ [nɯ̹]  | つ ツ /cu/ [t͡sɯ̹̈] | す ス /su/ [sɯ̹̈] | く ク /ku/ [kɯ̹]  | う ウ /u/ [ɯ̹] | う段 |
| ん ン /n/ [ɴ][n][m][ŋ][ɲ] ほか鼻母音など | ゑ ヱ /we/ [e̞]      | れ レ /re/ [ɺe̞]  | 𛀁() 𛄡() /ye/ [je̞] | め メ /me/ [me̞]  | へ ヘ /he/ [he̞] | ね ネ /ne/ [ne̞]  | て テ /te/ [te̞]  | せ セ /se/ [se̞] | け ケ /ke/ [ke̞]  | え エ /e/ [e̞] | え段 |
| ん ン /n/ [ɴ][n][m][ŋ][ɲ] ほか鼻母音など | を ヲ /wo/ [o̞]      | ろ ロ /ro/ [ɺo̞]  | よ ヨ /yo/ [jo̞]     | も モ /mo/ [mo̞]  | ほ ホ /ho/ [ho̞] | の ノ /no/ [no̞]  | と ト /to/ [to̞]  | そ ソ /so/ [so̞] | こ コ /ko/ [ko̞]  | お オ /o/ [o̞] | お段 |

日本語の清音を母音と子音とで分類し、それに従い仮名文字を縦横の表に並べたものである。伝統的には、縦書き文の要領で、縦に母音の変化、横に子音の変化を表現する。横一列は母音がそろっており、これらをあ段、い段、う段、え段、お段といい、縦一行は子音がそろっており、これらをあ行、か行、さ行、た行、な行、は行、ま行、や行、ら行、わ行という。五十音図において「ん」はいずれの行、段にも属するものではないが、今日ではわ行の次に置かれる事が普通である。
五十音順は、この表では右から左に、上から下へ「あ」「い」「う」「え」「お」「か」「き」「く」「け」「こ」「さ」… と続く。
日本において1946年に現代仮名使いが導入されてからは、ヤ行のイ段・エ段、ワ行のイ・ウ・エ段は、同じ段の「い」「う」「え」を置くか、空白とする。それ以前は、ワ行のイ段、エ段は、「ゐ」、「ゑ」が置かれた。
子音が不揃いになっている部分があるが、上代日本語においてはより整然とした体系をもっていたと推測される。すなわち、「ち」と「つ」は現在の「ティ」と「トゥ」、現在では音素がズレている「ふ」を含めたハ行は現在のパ行、ヤ行はイ段、ワ行はウ段を除いて、おのおの y、w の子音であったとされる。
また、上代日本語より後の10世紀前半、ア行とヤ行のエ段が書き分けられていた頃の表は以下のようになる。ただし、上の表では「エ」はア行に配置されているが、実際には「エ」はヤ行エ段の発音であったためヤ行に配置し、ア行には当時使用された「衣」を字母に持つ別のカタカナを配置した。

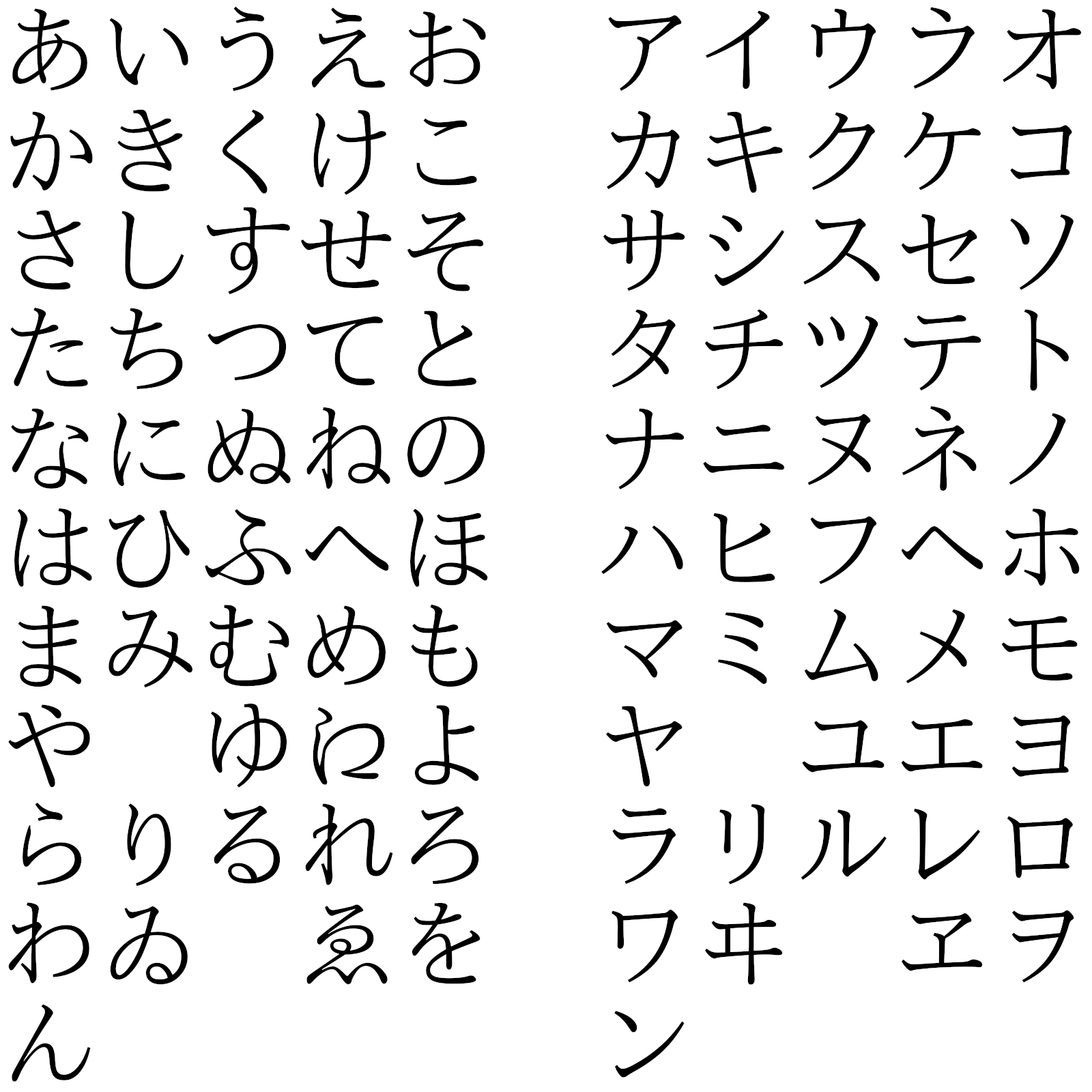
ヤ行とア行のエ段を区別した五十音表の画像

| わ行            | ら行             | や行              | ま行             | は行            | な行             | た行            | さ行            | か行             | あ行            |      |
| --------------- | ---------------- | ----------------- | ---------------- | --------------- | ---------------- | --------------- | --------------- | ---------------- | --------------- | ---- |
| わ ワ /wa/ [β̞ä] | ら ラ /ra/ [ɺä]  | や ヤ /ya/ [jä]   | ま マ /ma/ [mä]  | は ハ /fa/ [ɸä] | な ナ /na/ [nä]  | た タ /ta/ [tä] | さ サ /sa/ [sä] | か カ /ka/ [kä]  | あ ア /a/ [ä]   | あ段 |
| ゐ ヰ /wi/ [β̞i] | り リ /ri/ [ɺʲi] |                   | み ミ /mi/ [mʲi] | ひ ヒ /fi/ [ɸi] | に ニ /ni/ [nʲi] | ち チ /ti/ [ti] | し シ /si/ [ɕi] | き キ /ki/ [kʲi] | い イ /i/ [i]   | い段 |
|                 | る ル /ru/ [ɺɯ̹]  | ゆ ユ /yu/ [jɯ̹]   | む ム /mu/ [mɯ̹]  | ふ フ /fu/ [ɸɯ̹] | ぬ ヌ /nu/ [nɯ̹]  | つ ツ /tu/ [tɯ̹] | す ス /su/ [sɯ̹̈] | く ク /ku/ [kɯ̹]  | う ウ /u/ [ɯ̹]   | う段 |
| ゑ ヱ /we/ [β̞e̞] | れ レ /re/ [ɺe̞]  | 𛀁() エ /ye/ [je̞] | め メ /me/ [me̞]  | へ ヘ /fe/ [ɸe̞] | ね ネ /ne/ [ne̞]  | て テ /te/ [te̞] | せ セ /se/ [se̞] | け ケ /ke/ [ke̞]  | え 𛀀() /e/ [e̞] | え段 |
| を ヲ /wo/ [β̞o̞] | ろ ロ /ro/ [ɺo̞]  | よ ヨ /yo/ [jo̞]   | も モ /mo/ [mo̞]  | ほ ホ /fo/ [ɸo̞] | の ノ /no/ [no̞]  | と ト /to/ [to̞] | そ ソ /so/ [so̞] | こ コ /ko/ [ko̞]  | お オ /o/ [o̞]   | お段 |

## 歴史

### 起源
仏教の研究過程で日本語と梵字（サンスクリット）を対応させたものとみられる。
五十音が現在のようになった背景にある大きな二つの要素は、悉曇学と反切である。各段の並び方（段順）、各行の並び方（行順）は悉曇文字（梵字）に、子音と母音の組合せという考えは反切に由来する。

### 段順、行順の由来
「あいうえお」の段順、「あかさたなはまやらわ」の行順は、インドの梵字の字母表の配列に従ったものである。

#### 「あいうえお」の段順
梵字の字母表の冒頭には母音が並ぶ。まず a ā i ī u ū の基本的な母音、次に e ai o au という二次的な母音が配列されている。日本語の仮名一字で書けるものを拾い出すと「あいうえお」の段順ができる。
なお、詳細な母音の順は、a, ā, i, ī, u, ū, ṛ, ṝ, ḷ, ḹ, e, ai, o, au, (a)ṃ, (a)ḥ である。

#### 「あかさたなはまやらわ」の行順
子音の行順は、大きく2つのグループに分けられる。
- 1つ目は、強い子音（破裂音・破擦音・鼻音）で、調音位置が口の奥のほうの子音から順に配列され、調音位置が同じものの中では鼻音が最後になる。ここまでを日本語に移すと「かさたなはま」の行順になる（清濁の区別は省略される）。
- 2つ目は、弱い子音（接近音・摩擦音）のうち、調音位置が口の奥のほうから順に配列された接近音（半母音）を日本語に移すと「やらわ」の行順になる。
- 以上により、「あかさたなはまやらわ」の順が成立した。
- なお、梵字の子音の実際の配列は、k, kh, g, gh, ṅ, c, ch, j, jh, ñ, ṭ, ṭh, ḍ, ḍh, ṇ, t, th, d, dh, n, p, ph, b, bh, m, y, r, l, v, ś, ṣ, s, h である[注 5]。

ただし、過去の文献の中には五十音を現在とは全く異なる配列に並べたものも見出される。現在の配列になったのは室町時代以後である。

### 反切
もう一つの柱として漢字音を研究した音韻学が挙げられる。中国では古くから字音を表記するのに反切と呼ばれる方法がとられ、音韻表記として漢字二字を用い、一字目（反切上字）の頭子音と、二字目（反切下字）の母音以下および声調の部分を組み合わせることによって多くの字音を表記した。この方法によって成立した字音の子音の分類である五音や清濁が韻書や韻図などによって日本にも伝わっていた。
現存最古の音図は平安時代中期の『孔雀経音義』 (1004年 - 1027年頃) や『金光明最勝王経音義』 (1079年) などが挙げられている。「音義」とは、漢字の発音と意味を表した注釈書のことであり、漢訳仏典において漢字の発音を仮名で書き表そうとしたことがその起源である。平安時代後期には天台宗の僧侶明覚が1093年、石川県山代温泉の温泉寺の住職のときに『反音作法』を書いた。これには、日本語は梵字のように子音のみを表記する文字をもたないことから、反切を利用することが書かれている。同一子音のものを同じ行に、同一母音のものを同じ段にまとめることで、仮名を用いた反切（仮名反）を説いている。ここで母音はアイウエオ順であるが、子音はアカヤ（喉音）サタナラ（舌音）ハマワ（唇音）という順になっているものがある。これは各子音の調音位置を口の内から外の順に並べたものである。明覚の著書にはその他の配列のものも見られ、五十音図の配列が当時一定していなかったことを示す。後にヤラワ行が後ろに回されたのは悉曇学において悉曇の字母を忠実に反映してのことだと考えられている。
室町時代後期の文明16年（1484年）に成立した国語辞典『温故知新書』は、それまで一般的であったいろは順ではなく、五十音順を採用した最古の事例とされる。
「五十音」「五十音図」の名は、江戸時代からのものであり、古くは「五音（ごいん）」とか「五音図」「五音五位之次第」「音図」「反音図」「仮名反（かながえし）」「五十聯音（いつらのこゑ）」などと呼ばれていた。

### 51全てが異なる字・音: 江戸後期から明治
現在では五十音図のヤ行、ワ行には、ア行の「い」「う」「え」が再登場する。 しかし江戸時代後期以降、これらにも独自の文字を割当てる動きが見られた。これは五十音図と日本語の音韻の関係に関する興味に由来する。
鱸有飛 (1756年-1813年) は「え」と区別するためにヤ行エ段を「エ」の文字を置き、「え」の位置には「エ」の字の上の横棒が無い仮名を提唱した。漢学者の太田全斎は『漢呉音図』(文化12年、1815年) において漢字音上での区別のために、五十音図全てのマスの音を異なる漢字で表した。国学者の富樫広蔭は音義説の立場から『辞玉襷』(文政12年、1829年)で50音の各字を仮名で書き分けた。また洋学の立場からも、大槻玄幹は『西音発微』(文政9年、1826年) で五十音の全ては異なる発音であり、それが日本語の「古音」であるとした。一方で村田春海や岡本保孝は、元々五十音図は国学の為に作られたものではないために、その理屈を日本語の音韻体系の理解のために通す事には慎重であった(田中草大 2011, p. 33,35) 田中のこの箇所の記述は古田『音義派「五十音図」「かなづかい」の採用と廃止』を引用したものである。
明治の教科書や教員向けの指導書では、ヤ行イ段、ヤ行エ段、ワ行ウ段に、「い」「う」「え」以外の
「文字」を配したものも多く見られる。たとえば『小学教授書』(明治6年、1871年) 、『小学入門』初版 (明治7、8年、1874、5年) 、『日本文典: 中学教程』(明治30年、1897年) などがある。しかし統一された動きではなく、たとえば『小学入門』では、初版の翌年の版からは、現在見るようなものに改められた。
これらの「文字」の形も統一されなかった。国学者鈴木重胤 (文化9年、1812年 - 文久3年、1863年) が『語学小経』で示した図には、順に「イ」の字を180°回転したもの、「衣」の字からナベブタを除いたもの、「卯」の字の左半分が使われた。『小学入門』初版では、「イ」の字を180°回転したもの、「エ」の字の上の横棒を右上から左下に払うようにしたもの、「于」の字が使われた。これら以外の「文字」も平仮名・片仮名両方の五十音図で確認できる。
明治33年 (1900年) に仮名が1文字1字体 (いわゆる変体仮名の廃止) とされた時には、や行とワ行は「やいゆえよ」「わゐうゑを」であった。

## 北原白秋の五十音
五十音の考え方が普及した後における、かな学習歌の代表的なものとして挙げられるのが、北原白秋によって執筆された詩歌（4・4・5 型定型詩）『五十音』である。一部では『あいうえおのうた』として紹介されることもあるが、正式なタイトルとしては『五十音』が正しい。
1922年、雑誌『大観』1月号に上梓されたものを初出とし、後に作曲家・下総皖一によって曲がつけられ、学習歌（童謡）『五十音の唄』として成立した。現代では外郎売と並び、俳優やタレント、アナウンサーの養成における発声および滑舌の訓練に際して採用される、代表的な朗読教材の一つとして知られている。
ただし、下総による楽曲は必ずしも正式な標準語アクセントと一致するものではないため、朗読教材として使用する場合においては楽曲として歌われる事はまれである。ゆえに、そもそも『五十音』を訓練教材として常用する者も楽曲そのものの存在を知らない、もしくは知っていてもそれがどのような歌であるのかを知らないという場合すらある。

## 訓令式ローマ字
訓令式ローマ字は、五十音表の段と行をラテン文字で記号として表した合理的な五十音表記法であり、たとえばシはサ行イ段 (si) の位置にあるので、si と表記される。
活用における動詞の変化の説明においてもこれまでのローマ字表記だと少々無理があったものの、「勝つ」の連用形における語幹も kat- にして表記（これまでだと連用形なら kachi になり語幹の末子音字が変化してしまう）することが可能となった。
なお、ヤ行イ段 (yi) は空白であるためにイ段のみ書くように、五十音表で空欄の位置は母音字のみで表記され子音字は省かれる。
ジ (zi) とヂ (di/zi) 、オ (o) とヲ (wo/o) のように発音がほぼ同じものは、表記しやすいものに統一される。

## 仮名の誦文
五十音の外に仮名を網羅した誦文がある。あめつちの詞、大為爾（たゐに）の歌、いろは歌である。五十音（五音）が、日本語化して発音される漢字音を体系的に理解しようとするものであるのに対し、これら誦文はもともと四声など漢字音のアクセント習得のために作られ、用いられたものと見られる。ただしいろは歌は文脈があって内容を覚えやすいことから、手習いの手本にも使われ、また『色葉字類抄』などのように物の順序を示す「いろは順」として使われた。